# Folco Scotti
Folco Scotti (Piacenza, 1164 – Pavia, 16 dicembre 1229) fu vescovo di Piacenza e di Pavia, è venerato come santo dalla Chiesa cattolica.

## Biografia
Membro della famiglia Scotti di Piacenza che aveva origini irlandesi, Scoti era il nome dato agli irlandesi venuti in Italia.
A vent'anni entrò presso i canonici regolari di Sant'Eufemia e andò a studiare teologia alla Sorbona. Verso i trent'anni divenne priore di Sant'Eufemia. In seguito divenne canonico e poi arciprete della Cattedrale di Piacenza.
Nel 1210 fu nominato vescovo di Piacenza. A causa della complessa situazione politica non poté ricevere la consacrazione episcopale. 
Sei anni dopo, rimasta vacante la sede di Pavia, papa Onorio III lo trasferì alla sede vescovile lombarda, dove rimase fino alla morte. A Pavia istituì mense per i poveri e scuole gratuite per i giovani, intraprese riforme dei monasteri, difese i diritti ecclesiastici nei confronti del potere civile e intervenne come paciere nella lotta tra le fazioni interne e fra le città di Piacenza e Pavia. Morì il 16 dicembre 1229 e fu sepolto nella Cattedrale.

## Genealogia episcopale
La genealogia episcopale è:
- Papa Gregorio IX
- Papa Onorio III
- Vescovo Folco Scotti